# Linhai

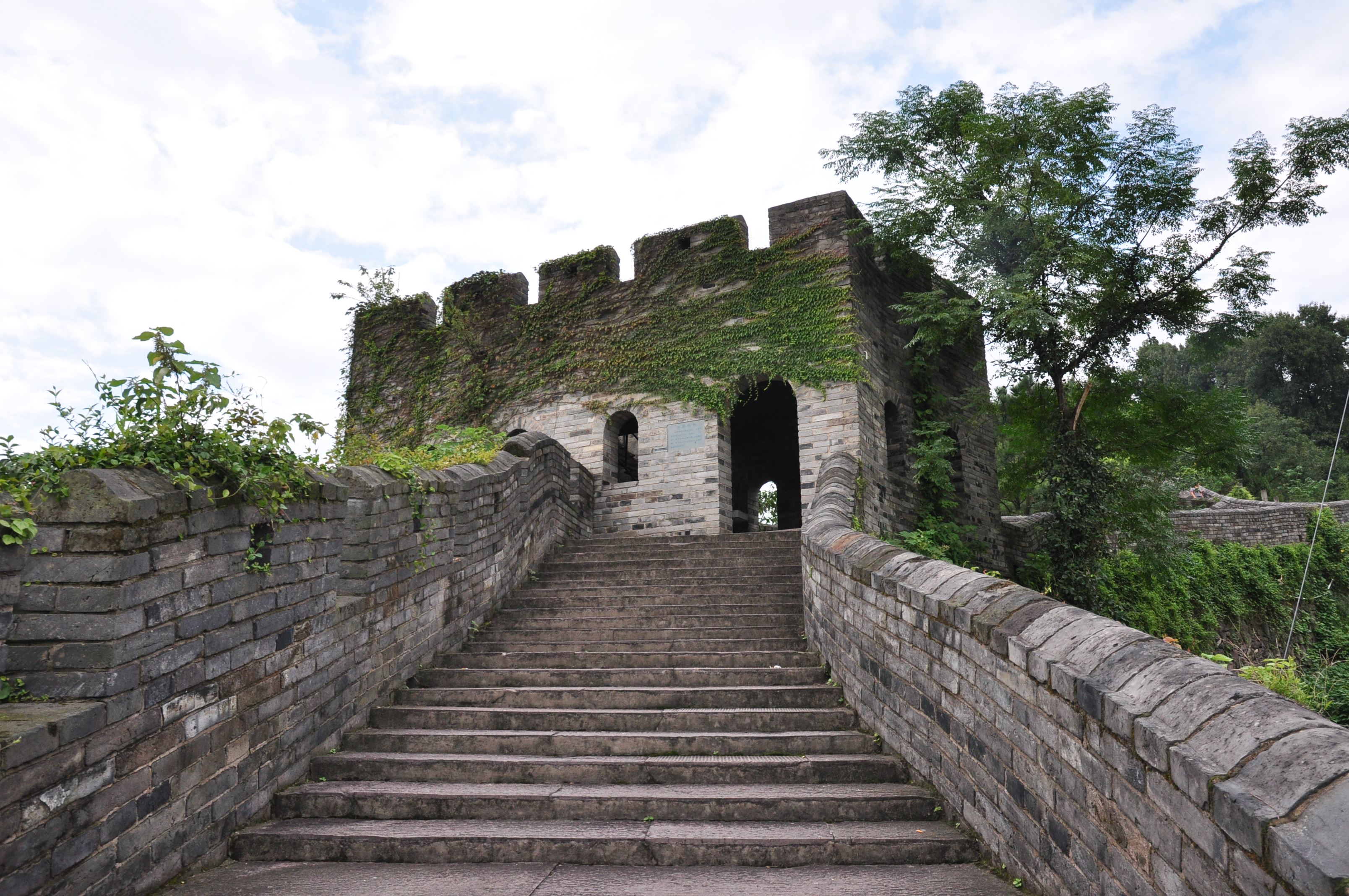
Historische Anlage der Stadtmauer am Ling Jiang, 2010.

Linhai (chinesisch 臨海市 / 临海市, Pinyin Línhǎi Shì – „Unmittelbar-am-Meer-Stadt“) ist eine kreisfreie Stadt in der Küstenprovinz Zhejiang der Volksrepublik China am Fluss Ling Jiang. Sie hat eine Fläche von 2203,13 km² und etwa 1,11 Millionen Einwohner (Stand 2021). Linhai gehört zum Verwaltungsgebiet der bezirksfreien Stadt Taizhou.

## Administrative Gliederung
Auf Gemeindeebene setzt sich Linhai aus fünf Straßenvierteln und 14 Großgemeinden zusammen. Diese sind:
- Straßenviertel Gucheng (古城街道),
- Straßenviertel Dayang (大洋街道),
- Straßenviertel Jiangnan (江南街道),
- Straßenviertel Datian (大田街道),
- Straßenviertel Shaojiadu (邵家渡街道),
- Großgemeinde Xunqiao (汛桥镇),
- Großgemeinde Dongcheng (东塍镇),
- Großgemeinde Xiaozhi (小芝镇),
- Großgemeinde Taozhu (桃渚镇),
- Großgemeinde Shangpan (上盘镇),
- Großgemeinde Duqiao (杜桥镇),
- Großgemeinde Yongquan (涌泉镇),
- Großgemeinde Youxi (尤溪镇),
- Großgemeinde Hetou (河头镇),
- Großgemeinde Yanjiang (沿江镇),
- Großgemeinde Kuocang (括苍镇),
- Großgemeinde Yongfeng (永丰镇),
- Großgemeinde Huixi (汇溪镇),
- Großgemeinde Baishuiyang (白水洋镇).

## Demographie
Beim Zensus im Jahre 2000 wurden in Linhai 948.618 Einwohner gezählt. Davon waren 99,74 % Han-Chinesen, 0,05 % Miao, 0,03 % Dong, 0,03 % Bai, 0,03 % Bouyei, 0,02 % She, 0,02 % Tujia, 0,01 % Zhuang und 0,07 % Angehörige sonstiger Völker Chinas.

## Persönlichkeiten
- Huang Haiqiang (* 1988), Hochspringer